# 恩波利
恩波利（意大利语：Empoli），意大利托斯卡纳大区一城市，位于佛罗伦萨西南30公里，市区面积62平方公里，人口48,086人（2011年）。

## 地理
位處佛羅倫斯西南20公里，阿諾河南端，屬平原地區。

## 歷史
恩波利早在罗马帝国时代便已有人定居，作为佛罗伦萨至比萨商路上的重要河港而繁荣，1182年归入佛罗伦萨统治下，后随佛罗伦萨并入意大利至今。

## 著名人物
- 费卢西奥·布索尼：作曲家